# Gliese 91
Gliese 91 (GJ 91 / HIP 10395) es una estrella en la constelación de Fornax, el horno.
Visualmente se localiza 80 minutos de arco al sur de μ Fornacis.
De magnitud aparente +10,32, no es observable a simple vista.
Gliese 91 es una enana roja de tipo espectral M2V cuya temperatura efectiva es de 3433 ± 50 K.
A diferencia del Sol, la mayor parte de la radiación que emite es luz infrarroja; su luminosidad bolométrica —en todas las longitudes de onda— equivale al 4,0% de la luminosidad solar.
Semejante a Lalande 21185 o a Gliese 54 es, sin embargo, mucho más luminosa que Próxima Centauri.
Tiene un radio igual al 58% del radio solar y gira sobre sí misma con una velocidad de rotación proyectada de 1,7 km/s, lo que conlleva que su período de rotación es igual o inferior a 17,50 días.
Presenta un contenido metálico algo menor que el del Sol, siendo su índice de metalicidad [M/H] = -0,09.
Puede ser una estrella variable, pero su variabilidad no ha sido confirmada.
Gliese 91 se halla situada, de acuerdo a la reducción de los datos de paralaje de Hipparcos (79,68 ± 1,69 milisegundos de arco), a 40,9 años luz del sistema solar.
Por otra parte, la estrella conocida más próxima a ella es Gliese 84, distante 7,7 años luz.